# وی فستیوال
وی فستیوال (انگلیسی: V Festival) شرکت سرگرمی بریتانیایی است، که در سال ۱۹۹۶ تأسیس شد.